# Mortima
Mortima è un'azienda francese, produttrice di orologi.

## Storia
Mortima è stata fondata da Émile-Césaire Cattin (1904-1979) e ha sede a Morteau. La prima azienda fondata da Cattin, però, è la Cattin & Cie SA, risalente proprio al 1929, la quale, originariamente, produceva movimenti per orologi e li commercializzava a marchio Cattin. Quest'azienda, era specializzata nella fabbricazione di meccanismi per orologi dotati di scappamento Roskopf (denominato anche "scappamento a caviglie", diverso, e meno pregiato, del classico scappamento ad ancora svizzera), scappamento adottato per lungo tempo anche dalla svizzera Oris. 

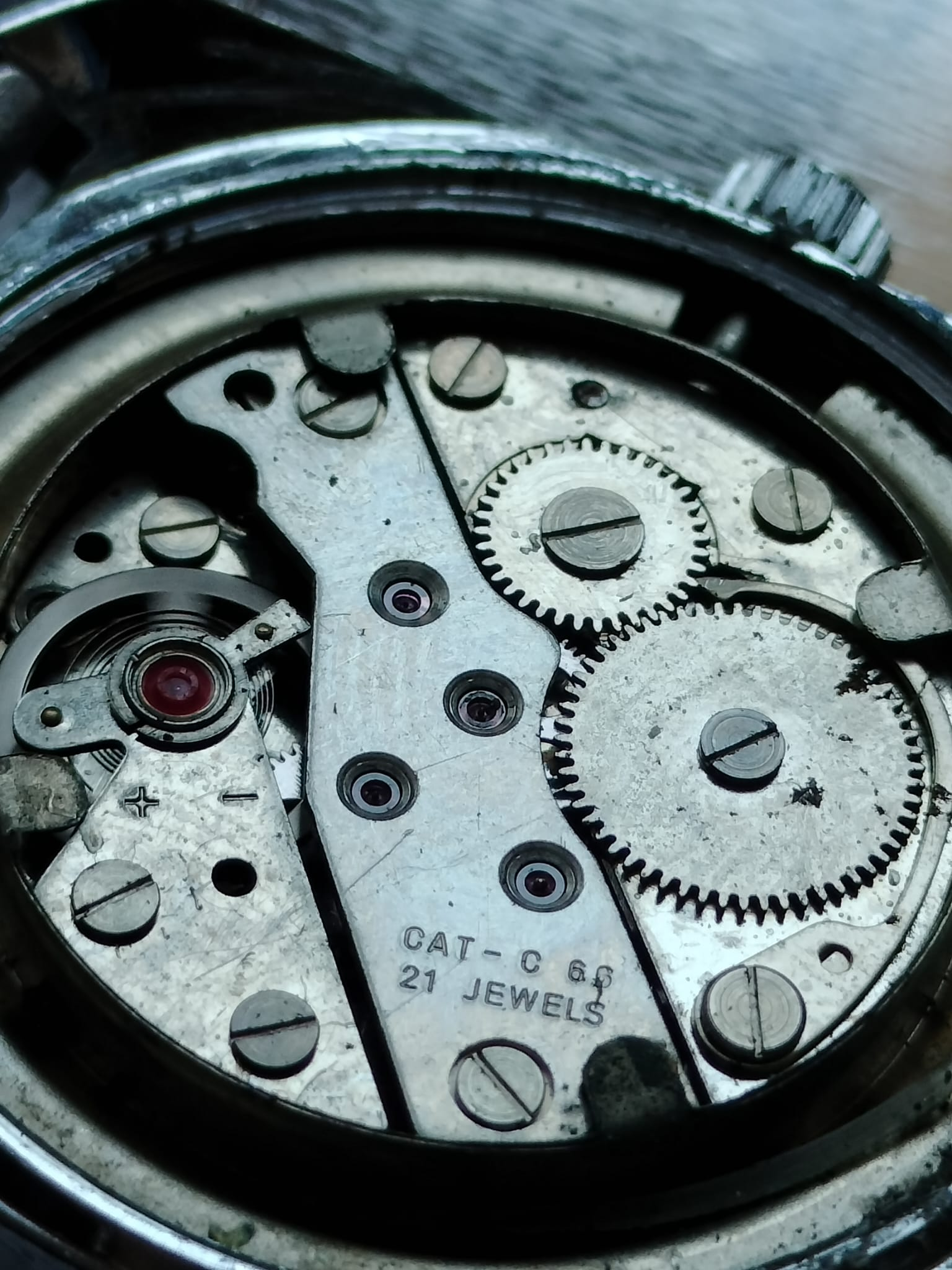
Movimento meccanico a carica manuale Cattin C66 CLD

Il marchio Mortima appare nei primi manifesti pubblicitari solamente nella seconda metà degli anni Cinquanta. Il successo ottenuto con gli orologi a marchio Cattin e Mortima consente al fondatore di ottenere l'oscar delle esportazioni dal governo francese per l'enorme quantità di segnatempo distribuiti, circa due milioni l'anno durante gli anni Sessanta. La forza di Cattin fu anche quella di realizzare praticamente tutte le componenti dell'orologio in casa, senza necessità di rivolgersi a fornitori esterni all'azienda. Ciò ha consentito di azzerare i costi per le forniture e i tempi d'attesa per i pezzi mancanti. In questi anni, proprio per far fronte alla grande richiesta di orologi, l'azienda trasferisce la propria sede, che arriverà ad accogliere oltre trecentocinquanta lavoratori. Cattin era un imprenditore piuttosto attento alle esigenze dei suoi dipendenti e aveva una visione del lavoro nobilitante, che tutelasse i dipendenti e che garantisse loro diversi benefit, come bonus lavorativi e ferie aggiuntive.

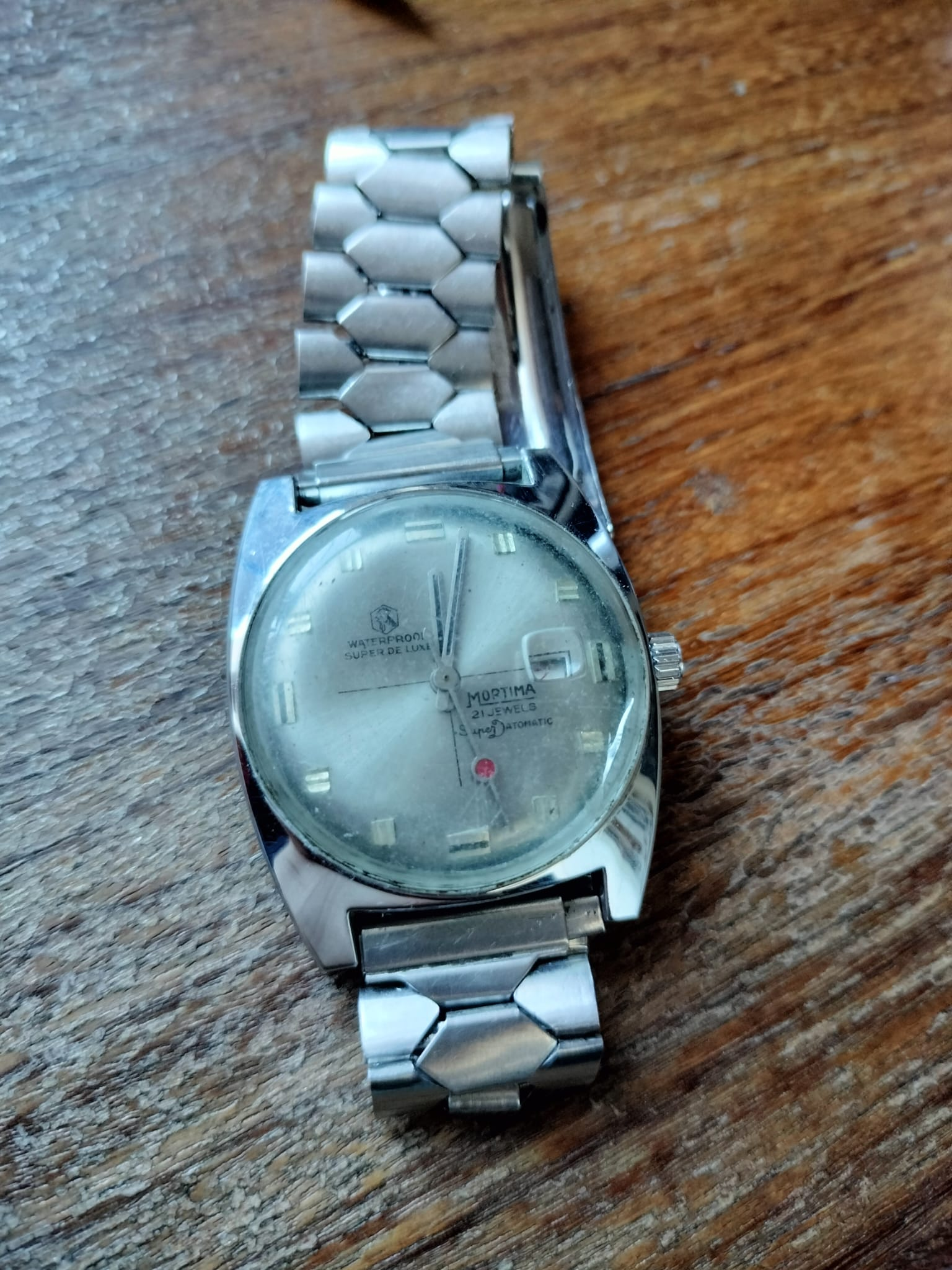
Mortima SuperDatomatic, metà anni Sessanta circa

Tra gli anni Sessanta e Settanta i Mortima ottengono la definitiva consacrazione, e uno dei modelli più di successo è il SuperDatomatic, mosso dal movimento meccanico a carica manuale Cattin C66 CLD. La linea SuperDatomatic, oltre a proporre segnatempo eleganti e sportivi per l'utilizzo quotidiano, si è ampliata anche con skin diver (impermeabili fino a 5/6 atmosfere) e diver recanti sul quadrante la scritta "Waterproof 100%". Tutti questi modelli sono anche caratterizzati per l'incisione di un sub sul fondello. Un'altra collezione di successo è la Mayerling. Sebbene i movimenti usati per questi modelli (perlopiù il citato Cattin C66 con o senza datario) avessero 15 rubini, sul quadrante di alcuni modelli è riportata la dicitura 17 o 21 rubini, in quanto venivano aggiunti dei rubini senza che avessero reale utilità per aumentarne il computo complessivo, in un periodo in cui vi era la gara nel dotare i calibri di un numero sempre crescente di rubini. Questo movimento, utilizzato largamente, non era dotato di dispositivo antiurto.
Ben presto l'azienda realizza anche orologi dal design inconsueto, come nel caso del Mayerling "Survival", dotato di tre quadranti: quello principale deputato all'indicazione oraria, e due secondari delegati l'uno alla bussola e l'altro al termometro. Altro segnatempo bizzarro è il Mortima Light Electric, con unico quadrante, di forma ovale, occupato a destra dal quadrante (l'orologio era mosso dal movimento a carica manuale Cattin C64), mentre lo spazio al centro è deputato a una piccola lampadina che si accende pigiando la corona di carica. Alcuni di questi modelli, nello spazio libero a sinistra avevano un termometro.
Nel 1979 Émile Cattin muore. Nel decennio successivo l'azienda inizia la produzione in-house anche diversi movimenti al quarzo, anche di forma (come il Cattin C81) per restare al passo coi tempi, ma la grande quantità di segnatempo a basso costo che arriva dal Giappone mette in crisi la fabbrica, che viene ceduta a Kiplé, ma ciò non ne evita il fallimento e l'inevitabile chiusura nel 1989.
Il logo della maison, il galletto, riporta a uno dei più celebri simboli francesi, risalente ancora all'epoca dei Celti, che abitavano le aree della Gallia. Lo stesso logo si può trovare anche su alcuni movimenti (come il già citato movimento al quarzo Cattin C81).
Nel 2021 il marchio Mortima è stato rispolverato dalla famiglia Cattin che ha intenzione di rilanciarlo.